# Lachalade
Lachalade est une commune française située dans le département de la Meuse, en région Grand Est.

## Géographie

### Situation
Lachalade se situe au cœur de la forêt d'Argonne, dans la région naturelle de l'Argonne et la vallée de la Biesme, dans la dans la partie nord-ouest du département de la Meuse (département) et limitrophe de celui de la Marne.
Elle fait partie de l'Aire d'attraction de Sainte-Menehould et de son bassin de vie, ainsi que de la zone d'emploi de Verdun.

### Communes limitrophes
|                    | Boureuilles |                     |
| Vienne-le-Château  | Lachalade   | Neuvilly-en-Argonne |
| Florent-en-Argonne | Le Claon    |                     |

Les communes limitrophes sont  Boureuilles, Florent-en-Argonne, Le Claon, Neuvilly-en-Argonne et Vienne-le-Château.

### Géologie et relief
La superficie de la commune est de 19,45 km2 ; son altitude varie de 137  à   273 mètres.

### Hydrographie
La commune est dans la région hydrographique « la Seine du confluent de l'Oise (inclus) à l'embouchure » au sein du bassin Seine-Normandie. Elle est drainée par la Biesme, le ruisseau des Sept Fontaines, le ruisseau des Courtes Chausses, le ruisseau de la Chevrie, le ruisseau de Bataille, le ruisseau de Cheppe, le ruisseau de Pairu, le ruisseau d'Abancourt, le ruisseau de la Fontaine des Meurissons et divers autres petits cours d'eau,.
La Biesme, d'une longueur de 28 km, prend sa source dans la commune de Beaulieu-en-Argonne et se jette  dans l'Aisne à Saint-Thomas-en-Argonne, après avoir traversé neuf communes. Elle forme la limite ouest du territoire communal. Différents travaux de reméandration ont été réalisés en 2023 autour de la Biesme et de ses affluents, sur un territoire frontalier avec la Marne, afin d’assurer la continuité écologique sur ces ruisseaux

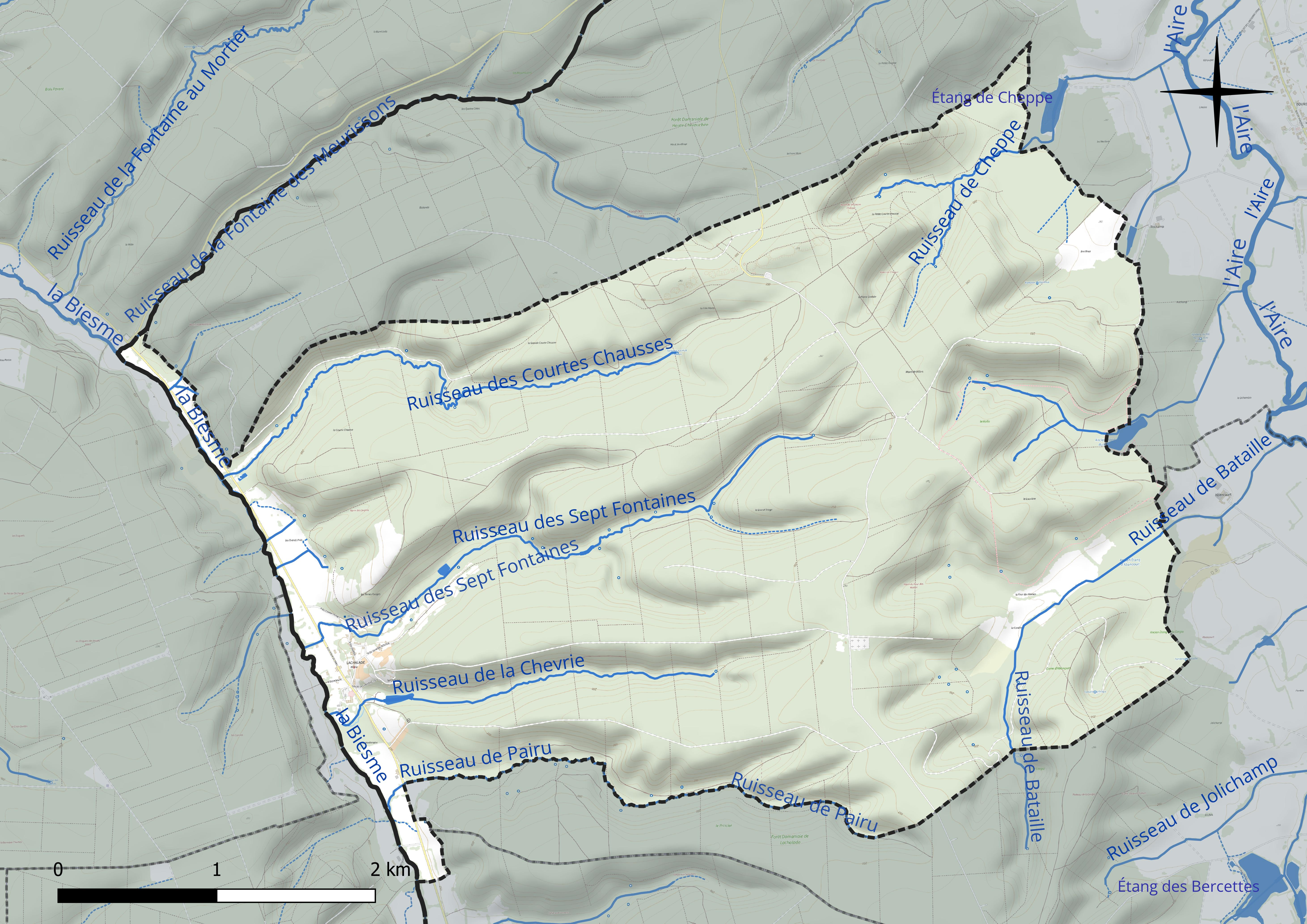
Réseau hydrographique de Lachalade.

### Climat
Pour des articles plus généraux, voir Climat du Grand Est et Climat de la Meuse.
En 2010, le climat de la commune est de type climat de montagne, selon une étude du Centre national de la recherche scientifique s'appuyant sur une série de données couvrant la période 1971-2000. En 2020, Météo-France publie une typologie des climats de la France métropolitaine dans laquelle la commune est exposée à un climat océanique altéré et est dans une zone de transition entre les régions climatiques « Nord-est du bassin Parisien » et « Lorraine, plateau de Langres, Morvan ».
Pour la période 1971-2000, la température annuelle moyenne est de 10,2 °C, avec une amplitude thermique annuelle de 15,9 °C. Le cumul annuel moyen de précipitations est de 920 mm, avec 13,8 jours de précipitations en janvier et 9,3 jours en juillet. Pour la période 1991-2020, la température moyenne annuelle observée sur la station météorologique de Météo-France la plus proche, « Aubréville_sapc », sur la commune d'Aubréville à 9 km à vol d'oiseau, est de 10,9 °C et le cumul annuel moyen de précipitations est de 854,3 mm. 
La température maximale relevée sur cette station est de 41,8 °C, atteinte le 25 juillet 2019 ; la température minimale est de −15,7 °C, atteinte le 20 décembre 2009,,.
Les paramètres climatiques de la commune ont été estimés pour le milieu du siècle (2041-2070) selon différents scénarios d'émission de gaz à effet de serre à partir des nouvelles projections climatiques de référence DRIAS-2020. Ils sont consultables sur un site dédié publié par Météo-France en novembre 2022.

### Milieux naturels et biodiversité
La forêt domaniale de Lachalade, de 2 165 ha s'étend sur la commune, ainsi que sur celles du Claon et de  Neuvilly-en-Argonne. Son aménagement pouur la période 2010-2029 a été approuvé en 2011.

## Urbanisme

### Typologie
Au 1er janvier 2024, Lachalade est catégorisée commune rurale à habitat dispersé, selon la nouvelle grille communale de densité à sept niveaux définie par l'Insee en 2022.
Elle est située hors unité urbaine. Par ailleurs la commune fait partie de l'aire d'attraction de Sainte-Menehould, dont elle est une commune de la couronne,. Cette aire, qui regroupe 50 communes, est catégorisée dans les aires de moins de 50 000 habitants,.

### Occupation des sols

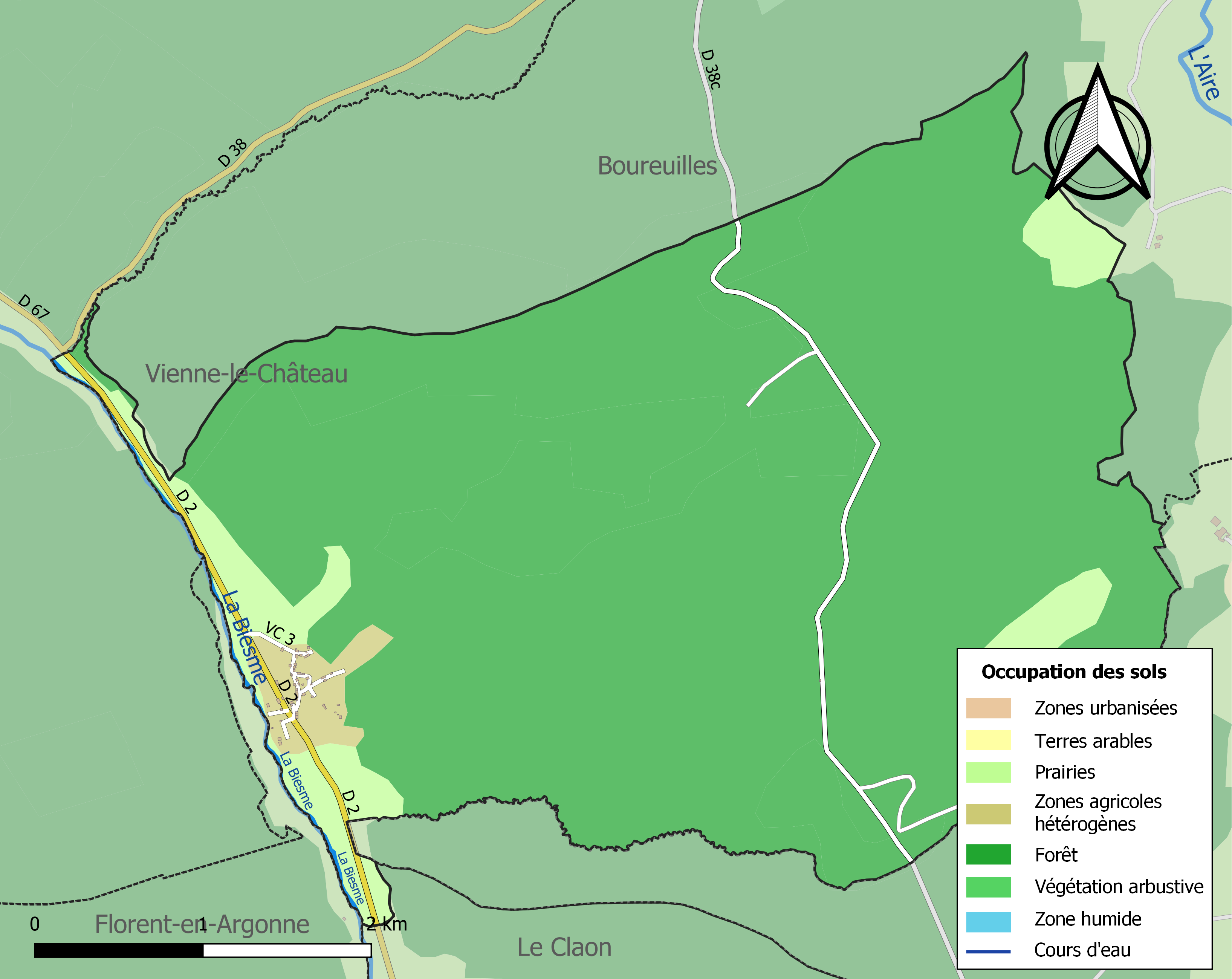
Carte des infrastructures et de l'occupation des sols de la commune en 2018 (CLC).

L'occupation des sols de la commune, telle qu'elle ressort de la base de données européenne d’occupation biophysique des sols Corine Land Cover (CLC), est marquée par l'importance des forêts et milieux semi-naturels (91 % en 2018), une proportion identique à celle de 1990 (91 %). La répartition détaillée en 2018 est la suivante : 
forêts (91 %), prairies (7,1 %), zones agricoles hétérogènes (1,9 %). L'évolution de l’occupation des sols de la commune et de ses infrastructures peut être observée sur les différentes représentations cartographiques du territoire : la carte de Cassini (XVIIIe siècle), la carte d'état-major (1820-1866) et les cartes ou photos aériennes de l'IGN pour la période actuelle (1950 à aujourd'hui).

### Habitat et logement
En 2020, le nombre total de logements dans la commune était de 45, alors qu'il était de 50 en 2010 et 2015.
Parmi ces logements, 51,2 % étaient des résidences principales, 31 % des résidences secondaires et 17,7 % des logements vacants. Ces logements étaient pour 93,3 % d'entre eux des maisons individuelles et pour 0 % des appartements.
Le tableau ci-dessous présente la typologie des logements à Lachalade en 2020 en comparaison avec celle de la Meuse et de la France entière. Une caractéristique marquante du parc de logements est ainsi une proportion de résidences secondaires et logements occasionnels (31 %) supérieure à celle du département (4,7 %) et à celle de la France entière (9,7 %).
| Typologie                                               | Lachalade | Meuse | France entière |
| ------------------------------------------------------- | --------- | ----- | -------------- |
| Résidences principales (en %)                           | 51,2      | 83,1  | 82,1           |
| Résidences secondaires et logements occasionnels (en %) | 31        | 4,7   | 9,7            |
| Logements vacants (en %)                                | 17,7      | 12,2  | 8,2            |

### Voies de communications et transports
La commune, accessible depuis les échangeurs Sainte Menehould, Clermont-en-Argonne de l'autoroute A4 (France), est desservie par la RD 2 qui la relmie aux Islettes et à Vienne-la-Ville.
La commune est desservie par les transports en commun du réseau Fluo Grand Est.

### Risques naturels et technologiques

#### Sismicité
Commune située dans une zone 1 de sismicité très faible.

## Toponymie
Le nom de la localité est attesté sous les formes Caladia (1148) ; Calladia (1153) ; De Calladia (1247) ; La Chalade (1394) ; Monasterium de Calladia (1515) ; Abbaye de la Caillaide (1517) ; La Challade (1571) ; Calladium (1580).

La commune est instituée par la Révolution française, sous le nom de de La Chalade (encore en 1914), a vu son orthographe évoluer en Lachalade au cours du XXe siècle.
De l'oil *chalade, forme archaïsante de chalée, chala, tchalaie « petit sentier, chemin tracé dans la neige », article agglutiné.

Toponymes Lachalade.

Du gaulois -cal « pierre », de la base pré-indo-européenne *kal « rocher », « un lieu pierreux ».

## Histoire

### Ancien Régime
Le village s'est constitué autour de l'abbaye de Lachalade, constituée vers 1120 à l'initiative de deux moins bénédictins de  l’abbaye Saint-Vanne de Verdun et à la demande des châtelains du lieu, qui lui donnent des terres. L'abbé Guy y fait construire une église abbatiale en 1127,.
L’abbaye de Lachalade connait une grande prospérité grâce à de nombreux dons et legs au cours du XIIe siècle et génère une importante activité dans la vallée de la Biesme : tuileries, briqueteries, verreries, forges, moulins, ainsi que le développement de l'agriculture,.
A la fin du XIIIe siècle, les moines remplacent l'église romane par un nouvel édifice construit en grès siliceux local, la gaize, sur le plan traditionnel des églises cisterciennes, de style gothique. L'abbatiale est achevée vers 1340, et bcompte alors une quarantaine de moines.
L'abbaye souffre au cours des siècles des guerres, notamment de la guerre de Cent Ans, puis les guerres de Religion (fin XVIe siècle) et la guerre de Trente Ans (1635-1661), ainsi que des passages d’armées, des pillages, de la famine et des épidémies. Elle est abandonnée par les moines de 1650 à 1657. Après la Réforme protestante et la Contre-Réforme catholique, Richelieu enjoint aux religieux de se réformer  en 1637, et ils reprirent une vie plus régulière.
Le logement des moines est reconstruit à la fin du XVIIe siècle et le logis abbatial est détruit.

### Révolution française et Empire
En 1791, l'abbaye, qui ne compte plus qu'unedizaine de moines, est partiellement louée à un gentilhomme verrier, M. de Bigault de Parfonrut, qui la rachète lorsqu'elle est vendue comme bien national en 1793, mais la laisse sans entretien.

### Époque contemporaine
En 1838, l’abbatiale devient église paroissiale, dont l’abbé Chaput entreprend sa restauration à partir de 1861. En 1862, on installe une magnifique rosace du XVe siècle provenant de l’abbaye Saint-Vanne de Verdun lors de la reconstruction du mur du fond.

#### Première Guerre mondiale
Le territoire de Lachalade et les environs sont le lieu  de combats durant la Première Guerre mondiale.
Après l'invasion allemande, son arrêt sur la Marne et son reflux, le front se stabilise aux environs de la commune et notamment sur les hauteurs situées à environ trois kilomètres du village, du côté du ravin des Meurissons, du plateau de Bolante et de la côte 285,
La vallée de la Biesme et les crêtes de la Haute-Chevauchée sont le lieu de d'actions incessantes de la part des belligérants pour tenter de faire bouger ce front. C'est très vite un combat de taupes, avec des tranchées dans les bois, des tunnels et contre-tunnels, l'utilisation de gaz de combat, etc.,.
Durant la guerre, les bâtiments de l'abbaye servent d'hôpital militaire de premiers secours et sont par conséquent relativement préservés.

Stéréo-photos de Lachalade durant la Première Guerre mondiale
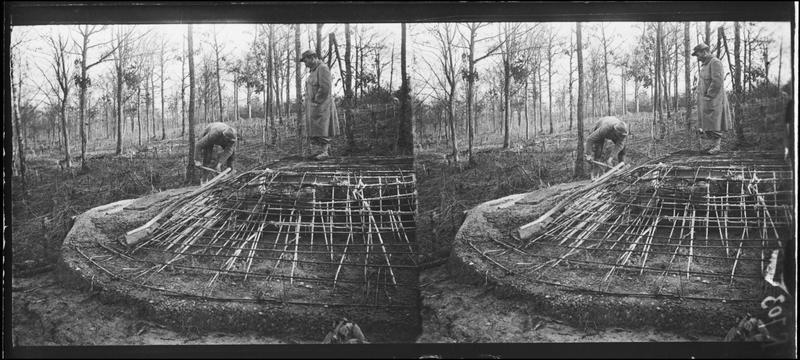
Au pied de la cote 285, construction d'un blockhaus pour mitrailleuse.
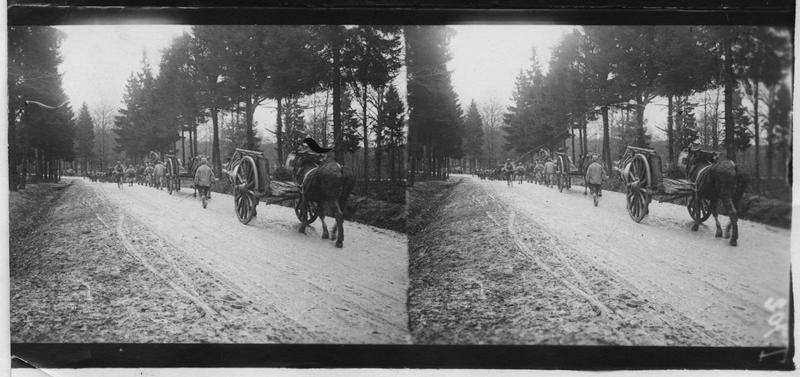
Carrefour de La Croix de Pierre : chemin des Romains, forêt d'Argonne.
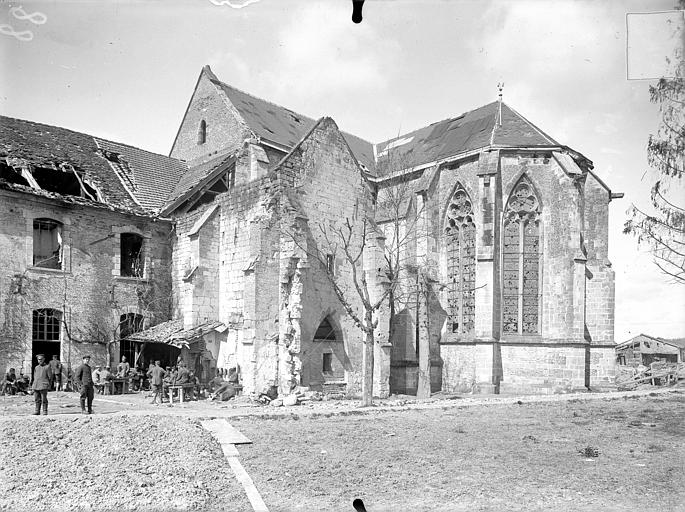
L'Abbaye en 1919.

A la fin de la guerre, le village est détruit. Il ne subsiste que l'abbaye et une habitation, La Chevrie, protégée par un repli de terrain. La population du village, évacuée pendant le conflit, n'est pas revenue après l'Armistice.
La commune est décorée de la Croix de guerre 1914-1918 le 15 mars 1921.
L'électricité n'arrive au village qu'au début des années 1920 et l'adduction d'eau n'est réalisée qu'en 1954.

## Politique et administration

### Rattachements administratifs et électoraux

#### Rattachements administratifs
La commune se trouve depuis 1926 dans l'arrondissement de Verdun du département de la Meuse
Elle faisait partie depuis 1801 du canton de Varennes-en-Argonne. Dans le cadre du redécoupage cantonal de 2014 en France, cette circonscription administrative territoriale a disparu, et le canton n'est plus qu'une circonscription électorale.

#### Rattachements électoraux
Pour les élections départementales, la commune fait partie depuis 2014 du canton de Clermont-en-Argonne
Pour l'élection des députés, elle fait partie de la deuxième circonscription de la Meuse.

### Intercommunalité
Lachalade était membre de la communauté de communes du Centre Argonne, un établissement public de coopération intercommunale (EPCI) à fiscalité propre créé en 2001 et auquel la commune avait transféré un certain nombre de ses compétences, dans les conditions déterminées par le code général des collectivités territoriales.
Dans le cadre des dispositions de la loi portant nouvelle organisation territoriale de la République du 7 août 2015, qui prévoit que les établissements publics de coopération intercommunale (EPCI) à fiscalité propre doivent avoir un minimum de 15 000 habitants, cette intercommunalité a fusionné avec sa voisine pour former, le 1er janvier 2017, la communauté de communes Argonne-Meuse, dont est désormais membre la commune

### Finances communales
En 2022, le budget de la commune était constitué ainsi :
- total des produits de fonctionnement : 50 000 €, soit 998 € par habitant ;
- total des charges de fonctionnement : 40 000 €, soit 796 € par habitant ;
- total des ressources d'investissement : 392 000 €, soit 7 843 € par habitant ;
- total des emplois d'investissement : 298 000 €, soit 5 963 € par habitant ;
- endettement : 153 000 €, soit 701 € par habitant.

Avec les taux de fiscalité suivants :
- taxe d'habitation : 4,48 % ;
- taxe foncière sur les propriétés bâties : 30,42 % ;
- taxe foncière sur les propriétés non bâties : 10,83 % ;
- taxe additionnelle à la taxe foncière sur les propriétés non bâties : 43,61 % ;
- cotisation foncière des entreprises : 13,09 %.

Chiffres clés Revenus et pauvreté des ménages en 2020 : médiane en 2020 du revenu disponible, par unité de consommation.

## Équipements et services publics

### Enseignement
Établissements d'enseignements :
- Écoles maternelles et primaires à Varennes-en-Argonne, Les Islettes, Vienne-le-Château, Clermont-en-Argonne.
- Collèges à Clermont-en-Argonne, Sainte-Menehould, Grandpré.
- Lycées à Verdun, Vouziers, Bar-le-Duc.

### Santé
Professionnels et établissements de santé :
- Médecins à Vienne-le-Château, Les Islettes, Varennes-en-Argonne, La Neuville-au-Pont, Clermont-en-Argonne.
- Pharmacies à Vienne-le-Château, Varennes-en-Argonne, Clermont-en-Argonne.
- Hôpitaux à Bar-le-Duc, Châlons-en-Champagne, Saint-Mihiel, Sedan.

## Population et société

### Démographie

#### Évolution démographique
L'évolution du nombre d'habitants est connue à travers les recensements de la population effectués dans la commune depuis 1793. Pour les communes de moins de 10 000 habitants, une enquête de recensement portant sur toute la population est réalisée tous les cinq ans, les populations de référence des années intermédiaires étant quant à elles estimées par interpolation ou extrapolation. Pour la commune, le premier recensement exhaustif entrant dans le cadre du nouveau dispositif a été réalisé en 2007.

En 2022, la commune comptait 54 habitants, en évolution de −11,48 % par rapport à 2016 (Meuse : −4,4 %, France hors Mayotte : +2,11 %).
| 1793 | 1800 | 1806 | 1821 | 1831 | 1836 | 1841 | 1846 | 1851 |
| ---- | ---- | ---- | ---- | ---- | ---- | ---- | ---- | ---- |
| 519  | 558  | 573  | 589  | 666  | 655  | 652  | 643  | 573  |

| 1856 | 1861 | 1866 | 1872 | 1876 | 1881 | 1886 | 1891 | 1896 |
| ---- | ---- | ---- | ---- | ---- | ---- | ---- | ---- | ---- |
| 577  | 579  | 592  | 528  | 546  | 577  | 540  | 521  | 465  |

| 1901 | 1906 | 1911 | 1921 | 1926 | 1931 | 1936 | 1946 | 1954 |
| ---- | ---- | ---- | ---- | ---- | ---- | ---- | ---- | ---- |
| 414  | 401  | 335  | 92   | 133  | 163  | 128  | 128  | 85   |

| 1962 | 1968 | 1975 | 1982 | 1990 | 1999 | 2006 | 2007 | 2012 |
| ---- | ---- | ---- | ---- | ---- | ---- | ---- | ---- | ---- |
| 156  | 131  | 81   | 68   | 57   | 56   | 56   | 56   | 71   |

| 2017 | 2022 | - | - | - | - | - | - | - |
| ---- | ---- | - | - | - | - | - | - | - |
| 54   | 54   | - | - | - | - | - | - | - |

### Cultes
- Culte catholique, Paroisse Saint Baldéric d'Argonne, Diocèse de Verdun.

## Culture locale et patrimoine

### Lieux et monuments
- L'abaye Abbaye de Lachalade Notre-Dame-en-sa-Purification dont subsiste la belle église abbatiale cistercienne  Classé MH (1862, 1931, 1986)[46] datant du XIIe siècle restaurée grâce à l'action de l’État, du conseil général de la Meuse, de la commune et de l'Association des amis de l'église abbatiale de Lachalade et classée monument historique en 1862[47],[24].

Cloître.
Ancienne salle capitulaire.
Statue (gisant) de Pierre de Vauquois, bailli de Clermont mort en 1372.
Dalle funéraire.
Dalle funéraire.
Dalle funéraire de Raoul Buriz, sire de Fontaines.
Revêtement mural (mosaïque).

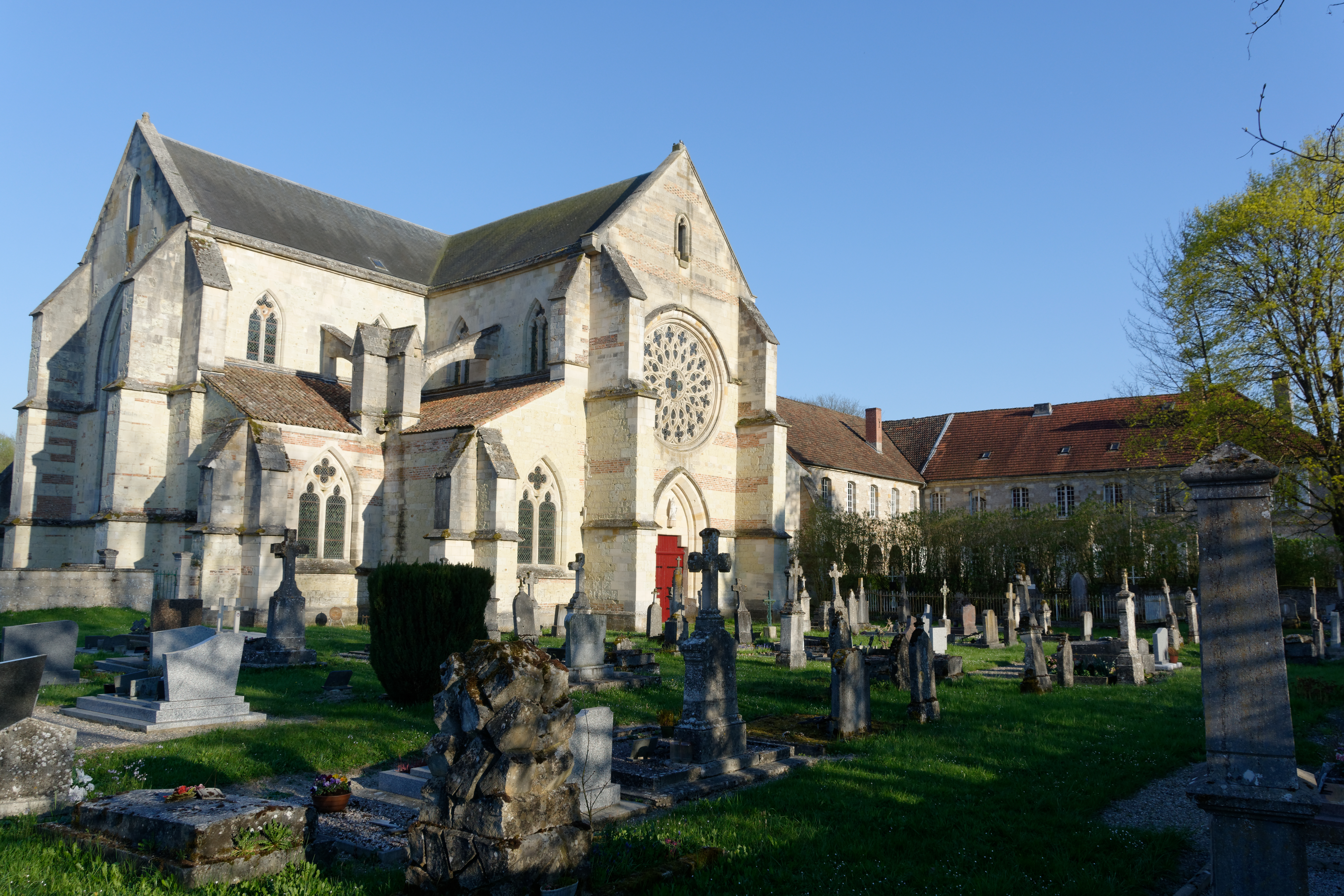
Abbaye de Lachalade.
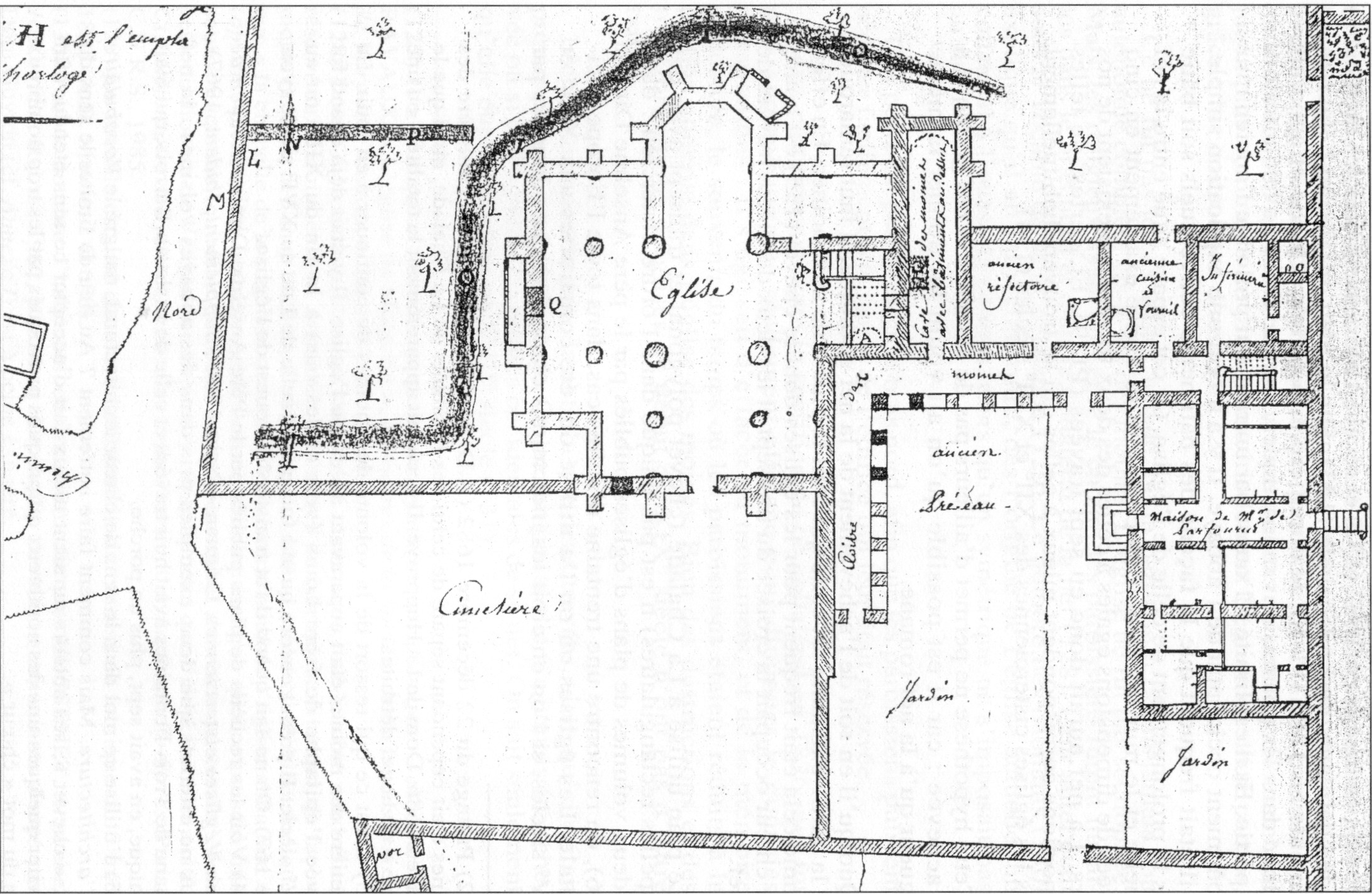
Plan des bâtiments de l'ancienne abbaye.
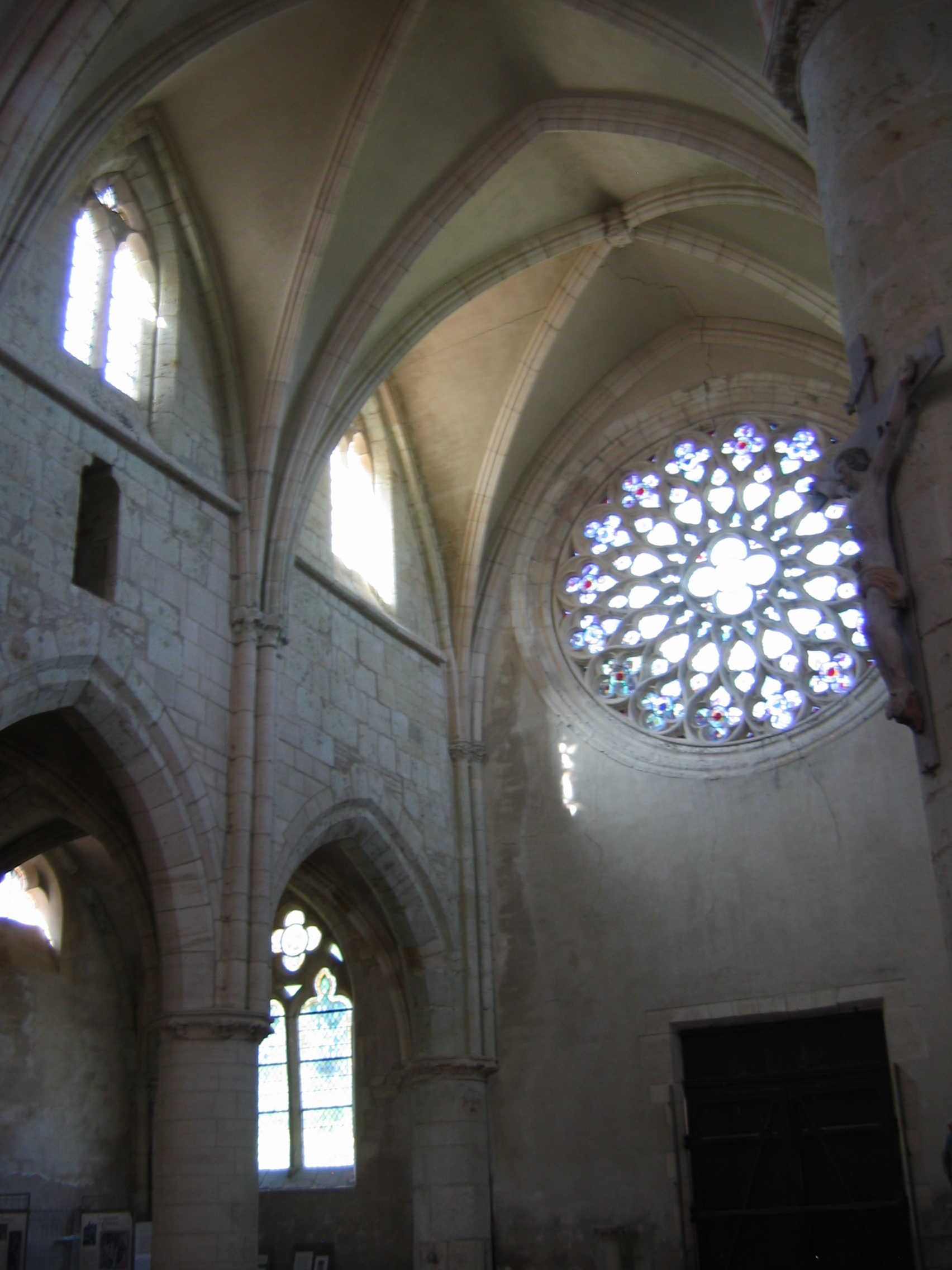
Vue intérieure de l'abbatiale.
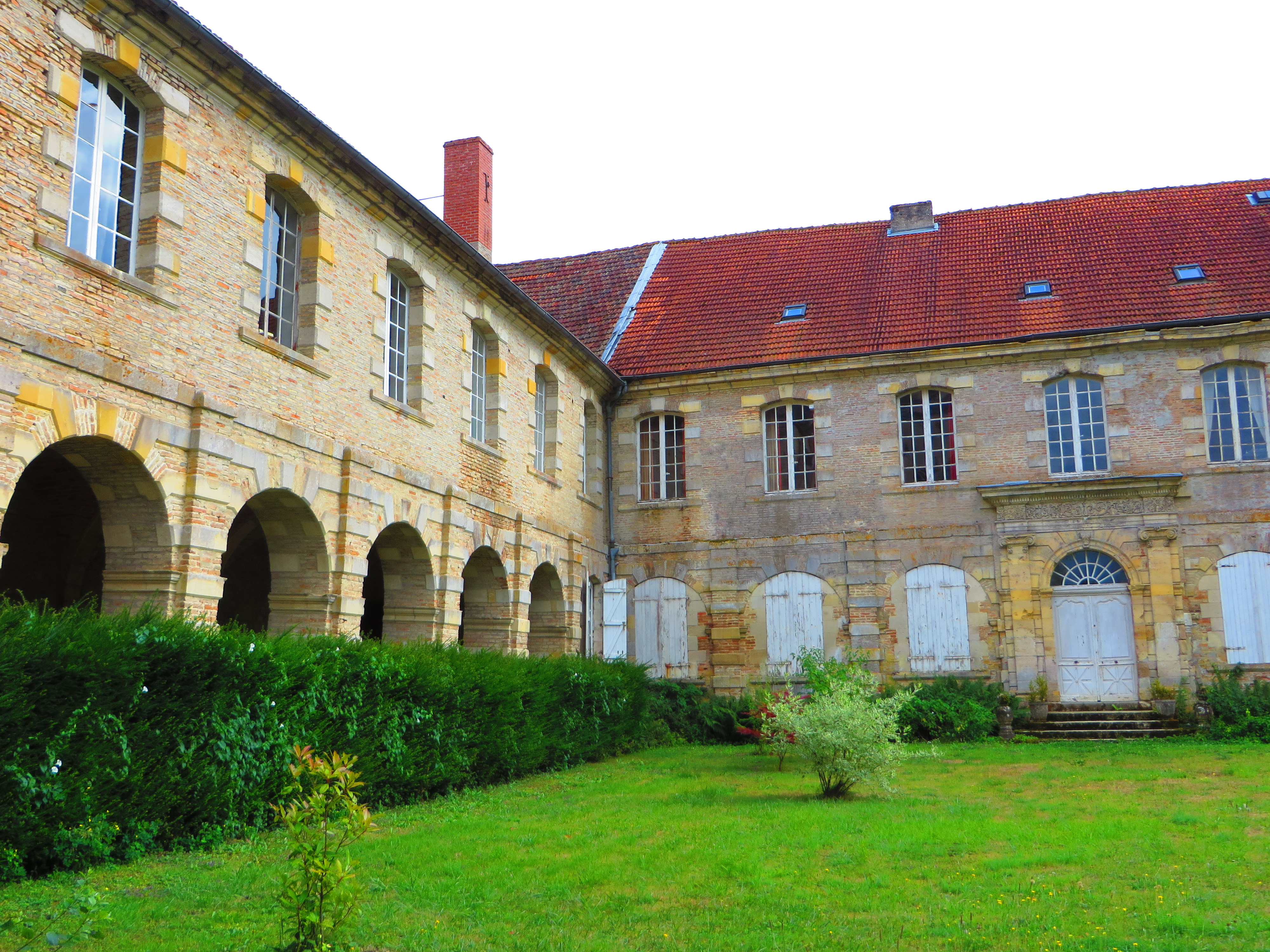
Lachalade le cloître.

- Monuments commémoratifs de la Première Guerre mondiale 
  - Un monument (en face de l'abbaye) dédié à la mémoire des Garibaldiens, des volontaires italiens qui se sont battus dans le secteur (plateau de Bolante notamment) en 1914 et 1915[55]. Deux descendants de Garibaldi, Bruno et Costante, figurent parmi les morts[56]

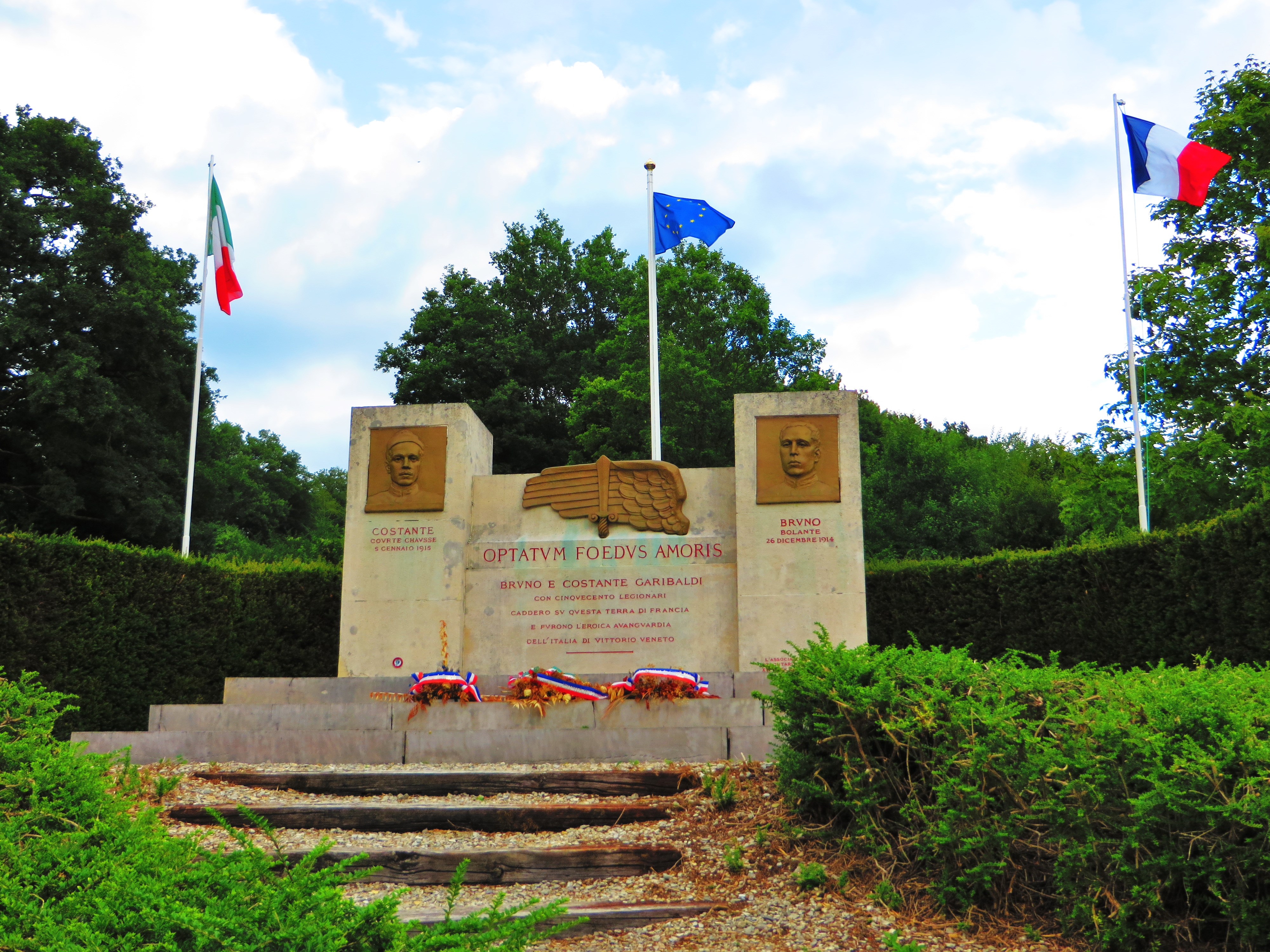
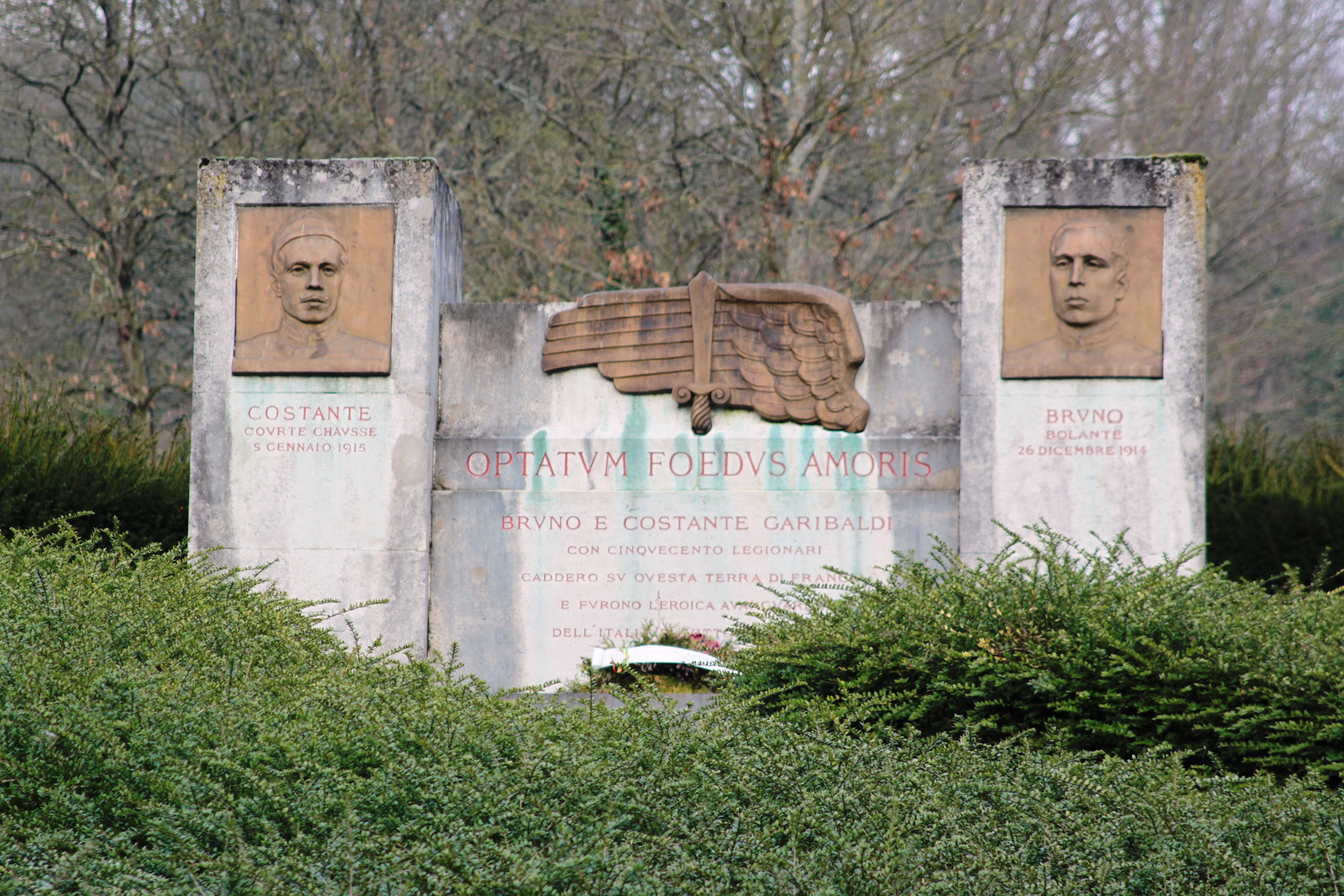

- Une croix du souvenir érigée à l'emplacement de l'ancien cimetière militaire près du monument des Garibaldiens.

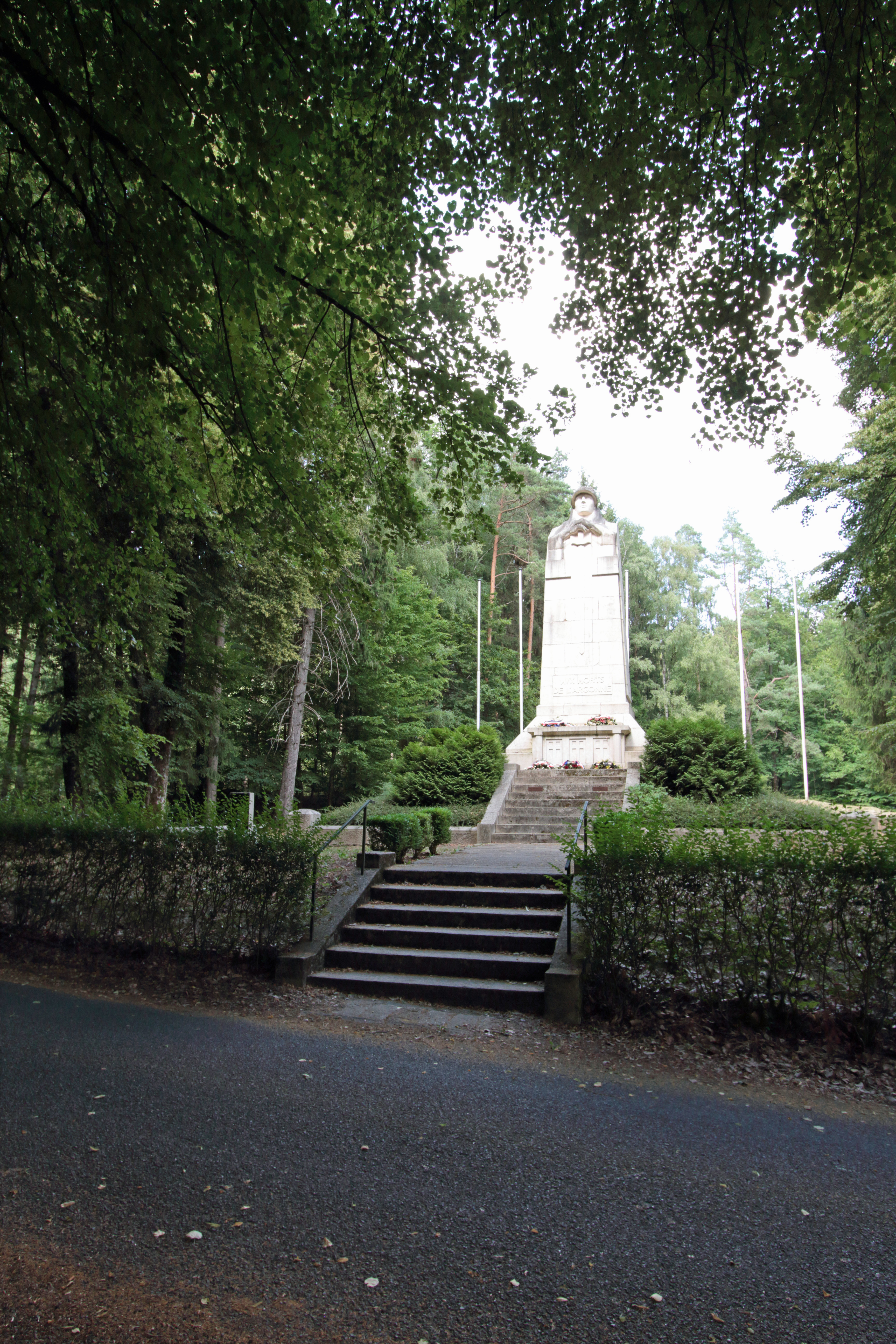
Le monument-ossuaire de la Haute-Chevauchée.

- Le monument-ossuaire de la Haute-Chevauchée  Patrimoine mondial (2023) inauguré en 1922, en forêt, sur la cote 285, près d’un des entonnoirs de mine qui jalonnent la ligne de front dans ce secteur d’Argonne. 
Haut de 9 m., il abrite également un ossuaire qui contient les restes d’environ 10 000 soldats non identifiées de toutes nationalités. 
Il est classé au Patrimoine Mondial de l'Humanité depuis septembre 2023.
Une Croix de la réconciliation est construite derrière le monument-ossuaire en 1973 à la mémoire de tous les morts des combats d’Argonne.

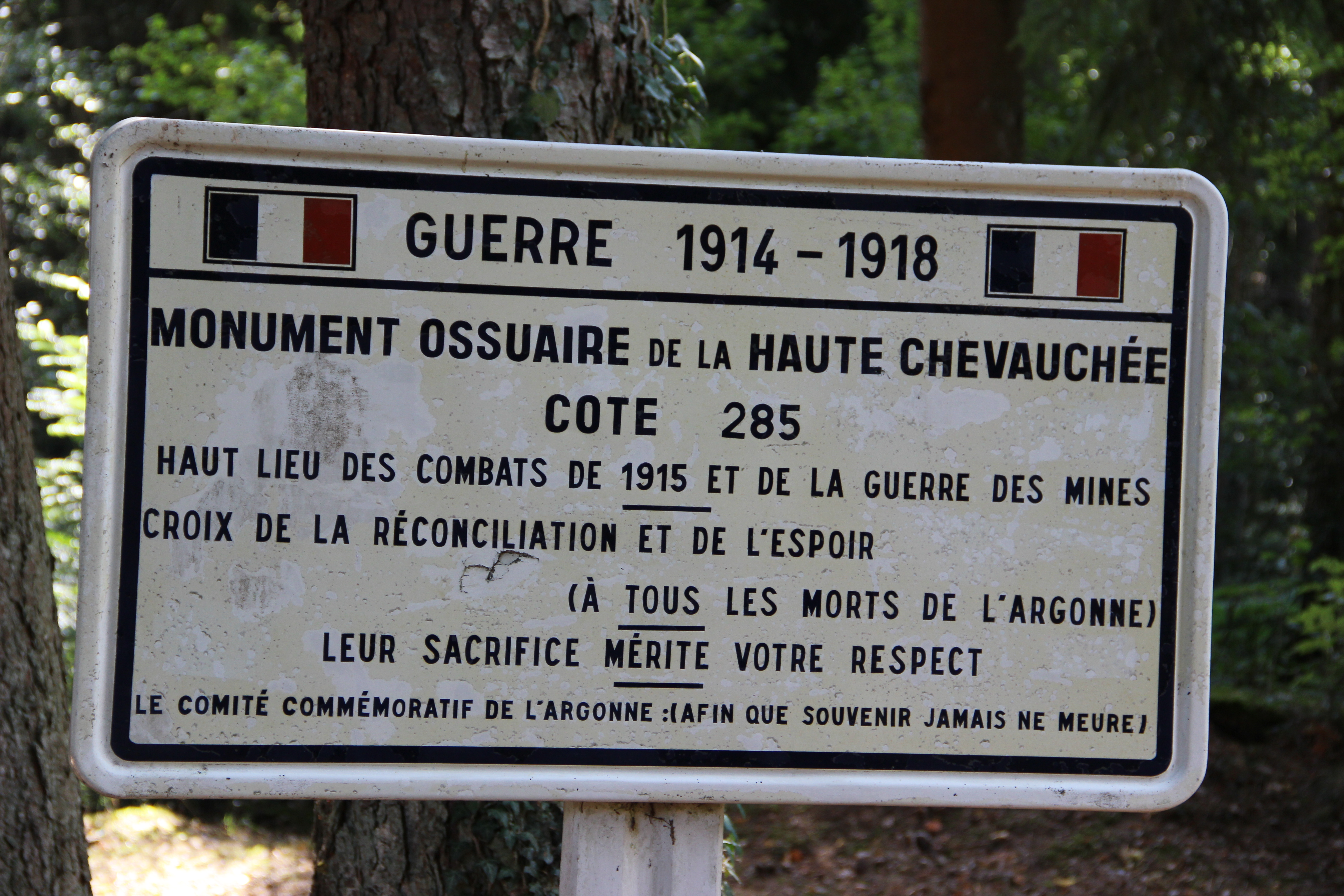
Panneau sur le site du monument "Ossuaire de la Haute-Chevauchée".

- La nécropole nationale de La Forestière  Patrimoine mondial (2023), en forêt, fleuri d’hortensias bleus, blancs et roses grâce à l’initiative de la Comtesse de Martimprey : 
Créé en 1915, ce cimetière est aménagé de 1920 à 1925 pour rassembler d’autres corps de soldats tombés dans ce secteur, exhumés de cimetières militaires de la rive gauche de la Meuse, et il regroupe 2 005 tombes de soldats français.

- Le Kaiser-Tunnel, dont l'entrée est située à proximité, un peu plus bas, en partie également sur la commune de Boureuilles  Inscrit MH (1998)[59] : 
Ce tunnel allemand reliait le ravin des Meurissons au ravin de la Fille morte. 
Restauré par des bénévoles, c'est aussi un témoignage sur la vie à proximité du front. 
 En 2024 il demeure fermé à la visite pour des raisons de sécurité.

.

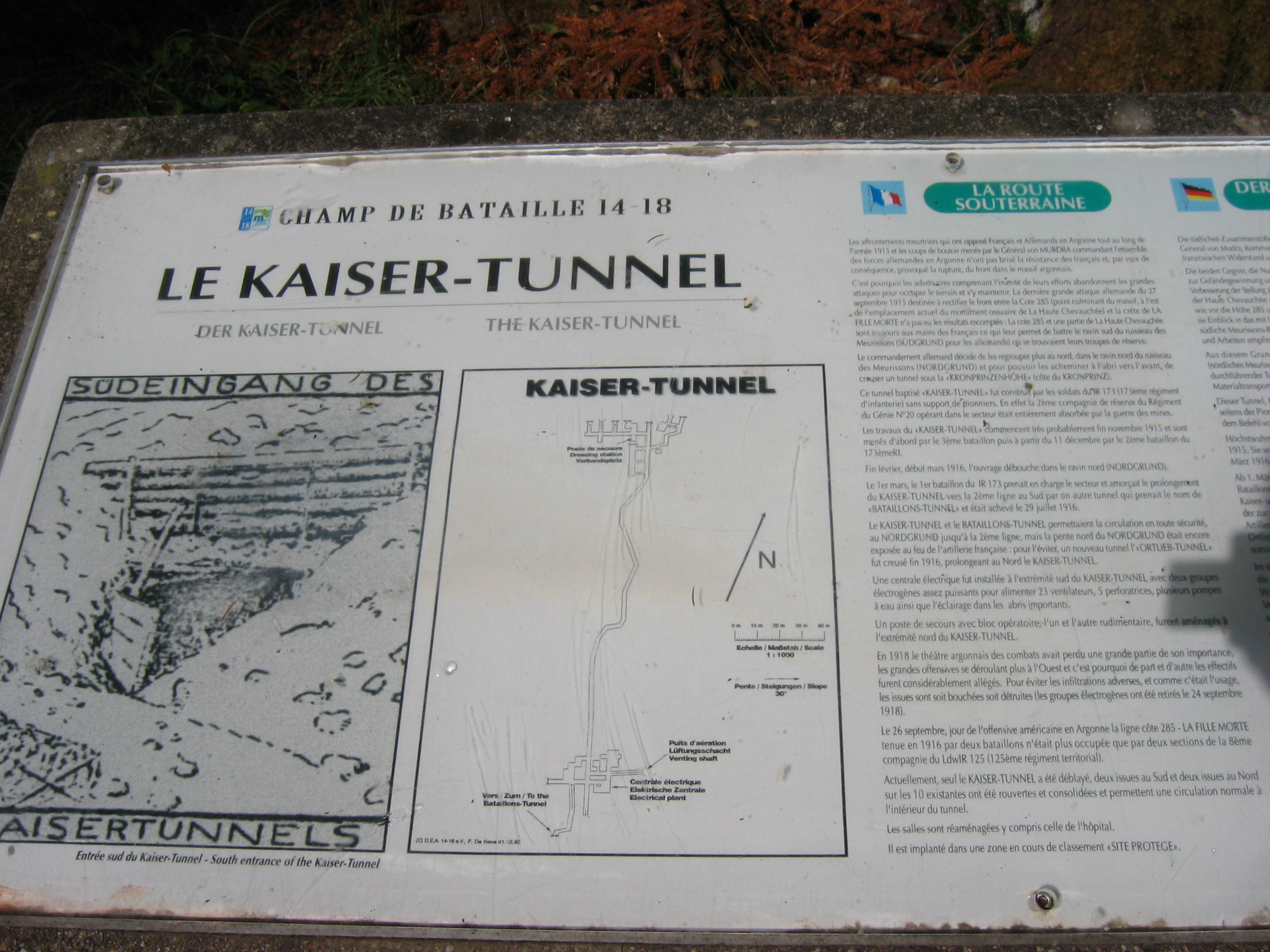
Panneau présentant le Kaiser-Tunnel

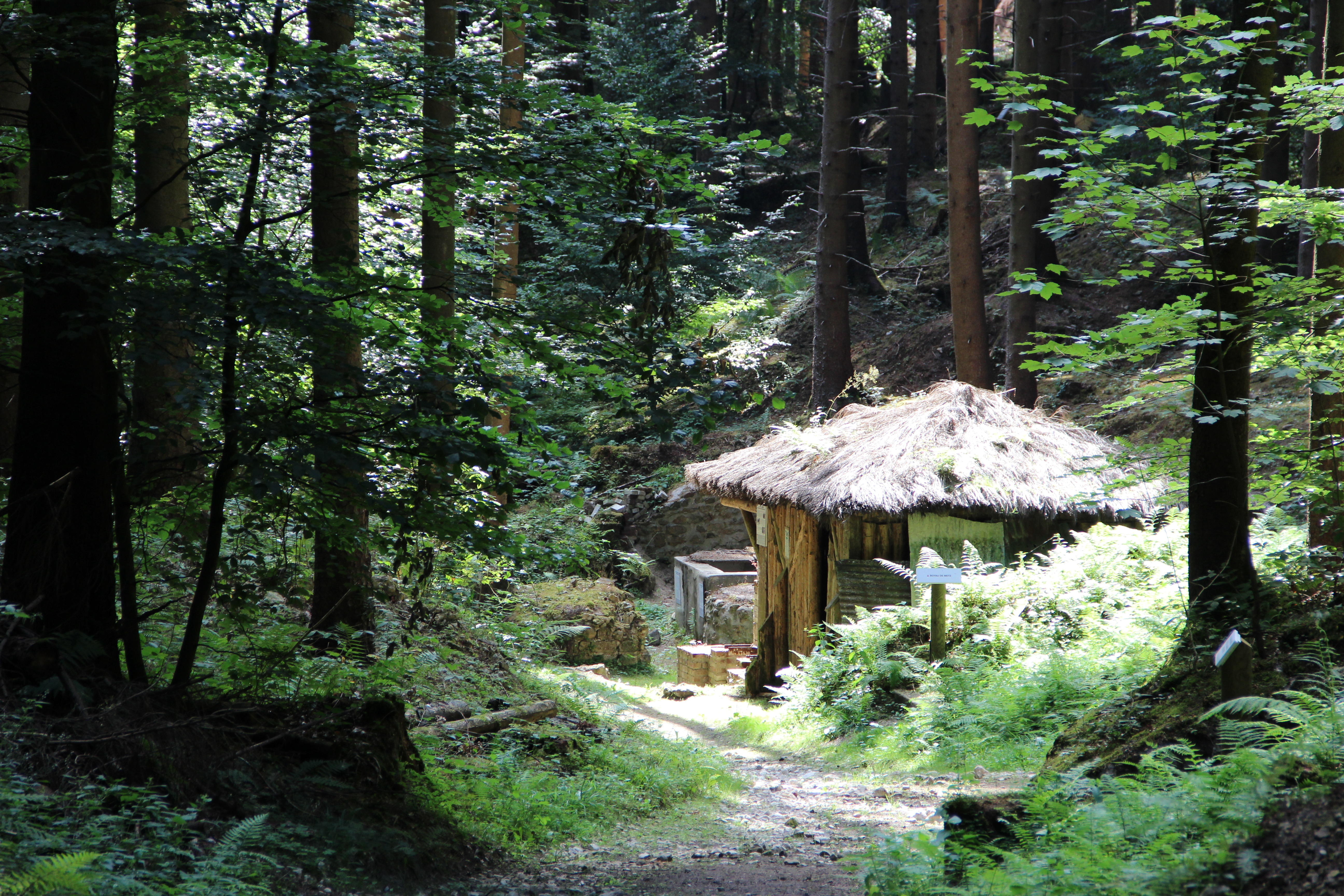
Hutte du Ravin du Génie.

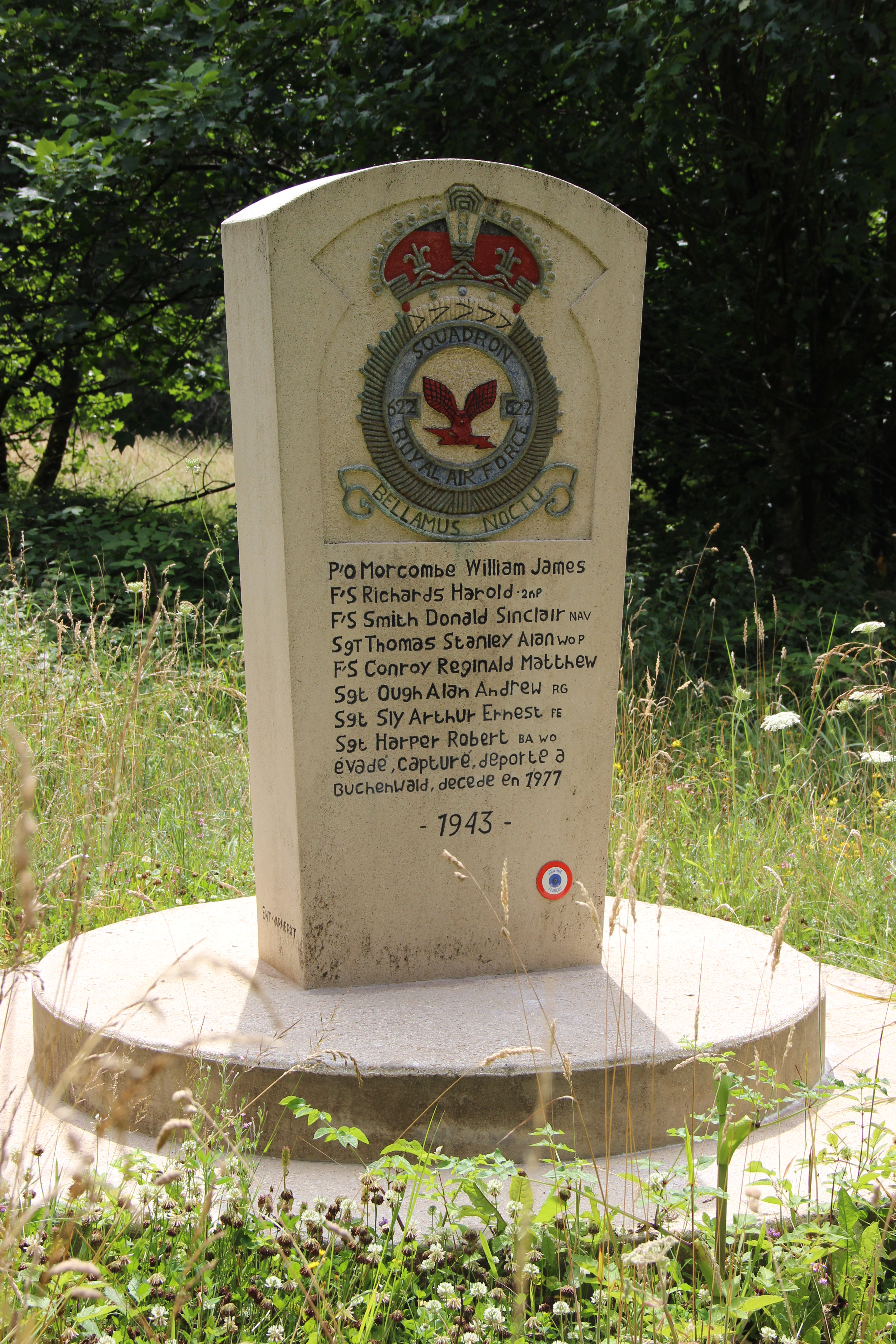
Stèle aux Aviateurs.

- le Ravin du Génie ou ravin des 7 fontaines, côté français, occupé par le 1er régiment du génie, qui prit une part déterminante à la guerre des mines dans le secteur. On y découvre le long d'un parcours de 1.2 km les aménagements (cuisine, écurie, abris-caverne, captage, filtrage et stockage de l’eau, poudrière, …) qui permettent d’appréhender ce lieu de vie et de soutien de l’armée française[57],[60].

- Une stèle (en forêt, près du cimetière de La Forestière) à la mémoire d'un équipage de la RAF tombé le 18 novembre 1943. Leurs tombes sont  dans le cimetière de la commune, près de l'abbaye[61].
- Au départ de Lachalade, un parcours pédestre de 10,5 km permet la découverte de la plupart des sites historiques de la Haute Chevauchée[57].

### Lachalade dans les arts et la culture
André Theuriet place une partie de l'intrigue de son roman La Chanoinesse 1789-1793 à Lachalade.

### Personnalités liées à la commune

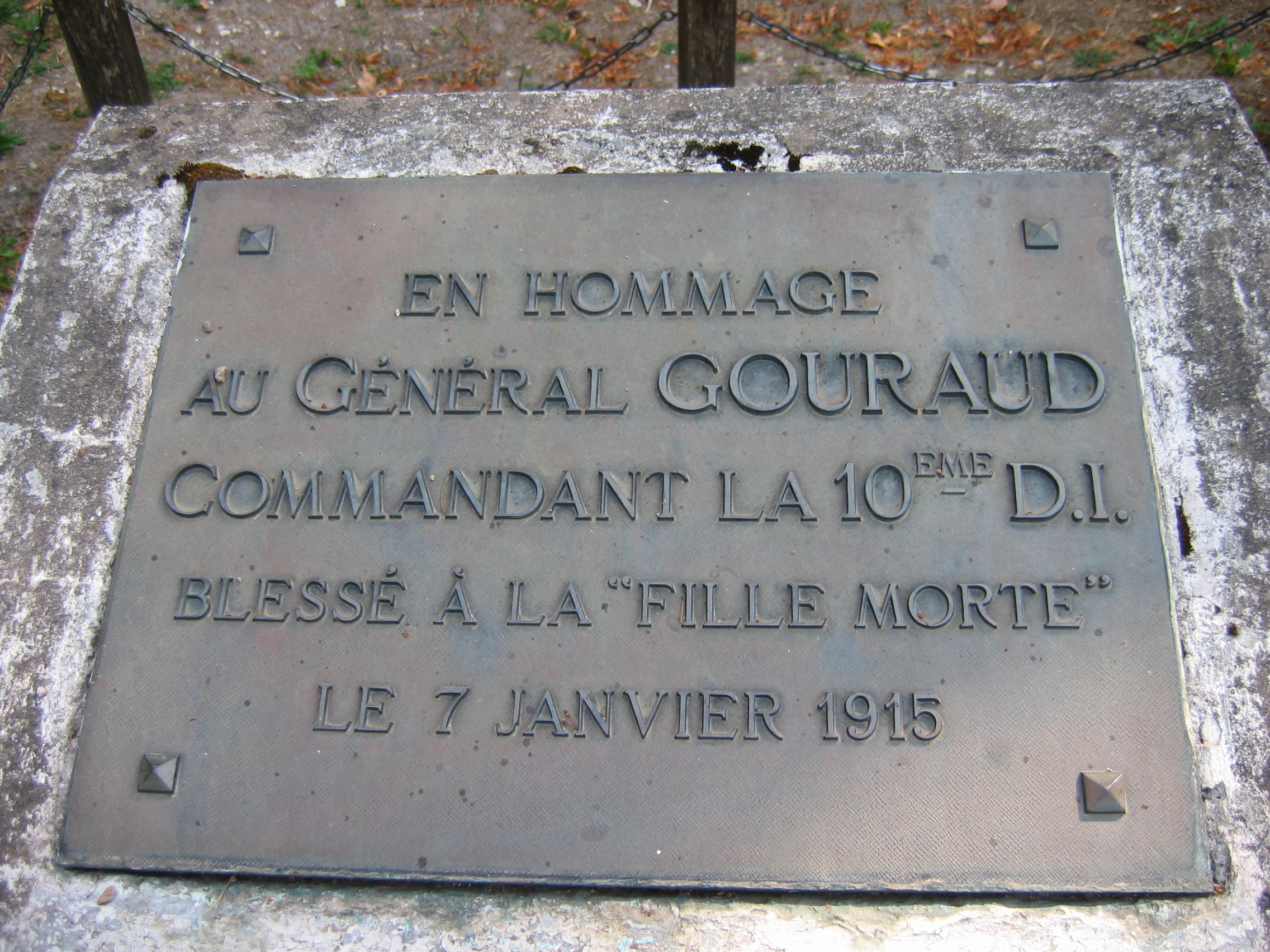
Plqie commémorative du Général Gauraud.

- Charles-François Dorlodot (1756-1816), homme d'Église français, y est né.
- Henri Gouraud (1867-1946), général blessé le 7 janvier 1915, au lieu-dit La Fille Morte, à la limite septentrionale du territoire de la commune[63].
- Léonce Marraud (1882-1914), homme de lettres, tué à Lachalade le 31 octobre 1914. Son nom est inscrit au Panthéon parmi les 560 écrivains morts au champ d'honneur pendant la Première Guerre mondiale.

### Héraldique
| Blason de Lachalade | Blason  | D’azur à la crosse d’or posée en bande, à la croix fleurdelisée du même brochante. |
| Blason de Lachalade | Détails | Création Dominique Lacorde et Robert André Louis. Adoptée le 7 décembre 2013.      |